# Melipotis strigifera
Melipotis strigifera là một loài bướm đêm trong họ Erebidae.